# 1984 au Yukon
Chronologie du Yukon
- 1980
- 1981
- 1982
- 1983
- 1984
- 1985
- 1986
- 1987
- 1988

Cette page concerne des événements d'actualité qui se sont produits durant l'année 1984 dans le territoire canadien du Yukon.

## Politique
- Premier ministre : Chris Pearson (Parti progressiste-conservateur)
- Chef de l'Opposition officielle : Tony Penikett (NPD)
- Commissaire : Douglas Bell (en)
- Législature : 25e

## Événements
- Don Branigan redevient maire de Whitehorse.
- Roger Coles (en) succède à Ron Veale au poste du chef du Parti libéral du Yukon.
- Louis Rivest devient le président de l'Association franco-yukonnaise[1].
- Création du Parc national Ivvavik.
- Fondation du Yukon Quest.
- La radio anglophone CHLA-FM (en) entre en ondes de Whitehorse.
- 14 mai : un résident francophone du territoire Daniel Saint-Jean dénonce le fait qu'il ait reçu une contravention en langue anglaise uniquement. Des négociations entre le gouvernement du Yukon et le gouvernement fédéral concernant l’obligation du gouvernement territorial d’offrir des services en français[2],[3].
- 4 septembre : Le Parti progressiste-conservateur de Brian Mulroney remporte l'élection fédérale et formera un gouvernement majoritaire avec 211 sièges, la plus grosse majorité parlementaire de l'histoire du Canada. Dans la circonscription du territoire du Yukon, Erik Nielsen du progressiste-conservateur est réélu pour un onzième mandat face aux trois adversaires, l'ancien chef du Parti libéral territoriale Ron Veale, Sibyl A. Frei du NPD, Keith Dye du Parti libertarien et Douglas R. Gibb du Parti Rhinocéros.
- 17 septembre : Erik Nielsen devient le premier yukonnais à être vice-premier ministre du Canada et président du Conseil privé de la Reine pour le Canada.